# Gornja Vijaka
Gornja Vijaka (Горња Вијака) är en by i kommunen Općina Vareš i kantonen Zenica-Doboj i nordöstra Federationen Bosnien och Hercegovina. År 2013 hade byn 61 invånare.